# Strucklahnungshörn

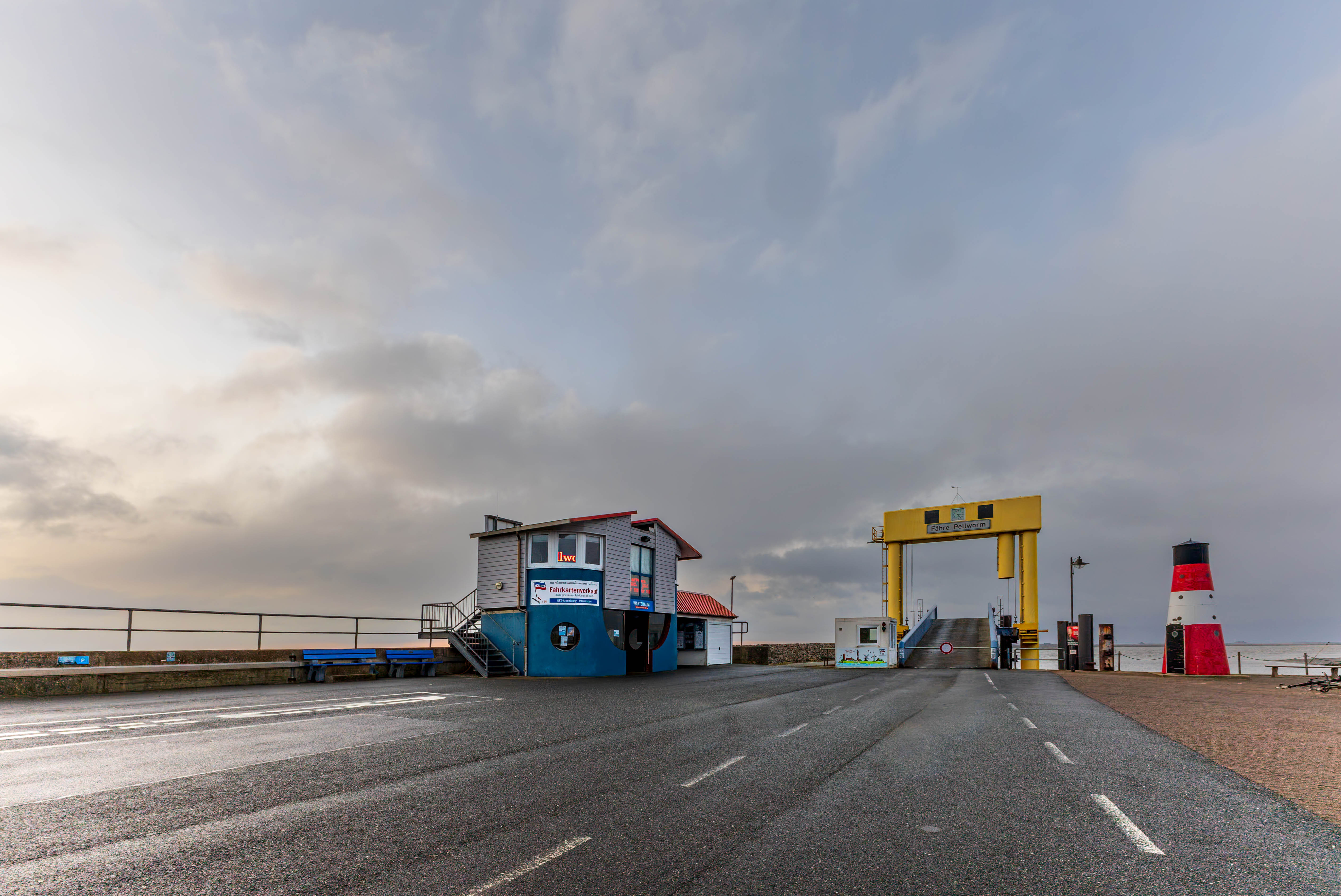
Der Fähranleger in Strucklahnungshörn

Strucklahnungshörn ist ein Hafen auf der Halbinsel Nordstrand im Kreis Nordfriesland in Schleswig-Holstein. Er liegt an der nordwestlichen Flanke der ehemaligen Insel beim Priel Fuhle Schlot an der Wattfläche des Rungholtsands.
Als der zuvor als Hafen genutzte Norderhafen auf Nordstrand immer mehr verschlickte, wurde der Hafen von Strucklahnungshörn in den 1960er Jahren ausgebaut. Nach Fertigstellung wurde der Fährverkehr von Husum nach Pellworm ab 1960 auf die Verbindung von Strucklahnungshörn zum Inselhafen Tammensiel verlegt, was die Fahrtzeit von zweieinhalb Stunden auf etwa 35 Minuten verkürzte. Seit dem Bau des Tiefwasseranlegers vor Tammensiel (1992) kann der dortige Fähranleger tidenunabhängig angelaufen werden, sodass Fährverkehr nach einem regelmäßigen Fahrplan möglich ist.
Strucklahnungshörn dient seither als wichtiger Verkehrsknotenpunkt für die Region. Auf der Strecke zwischen Nordstrand und Pellworm bietet die Neue Pellwormer Dampfschiffahrtsgesellschaft jährlich rund 1.700 Fährfahrten an, bei denen sie insgesamt jährlich etwa 150.000 Personen, 30.000 Personenkraftwagen, 5.000 Lastkraftwagen und 12.500 Nutztiere befördert.

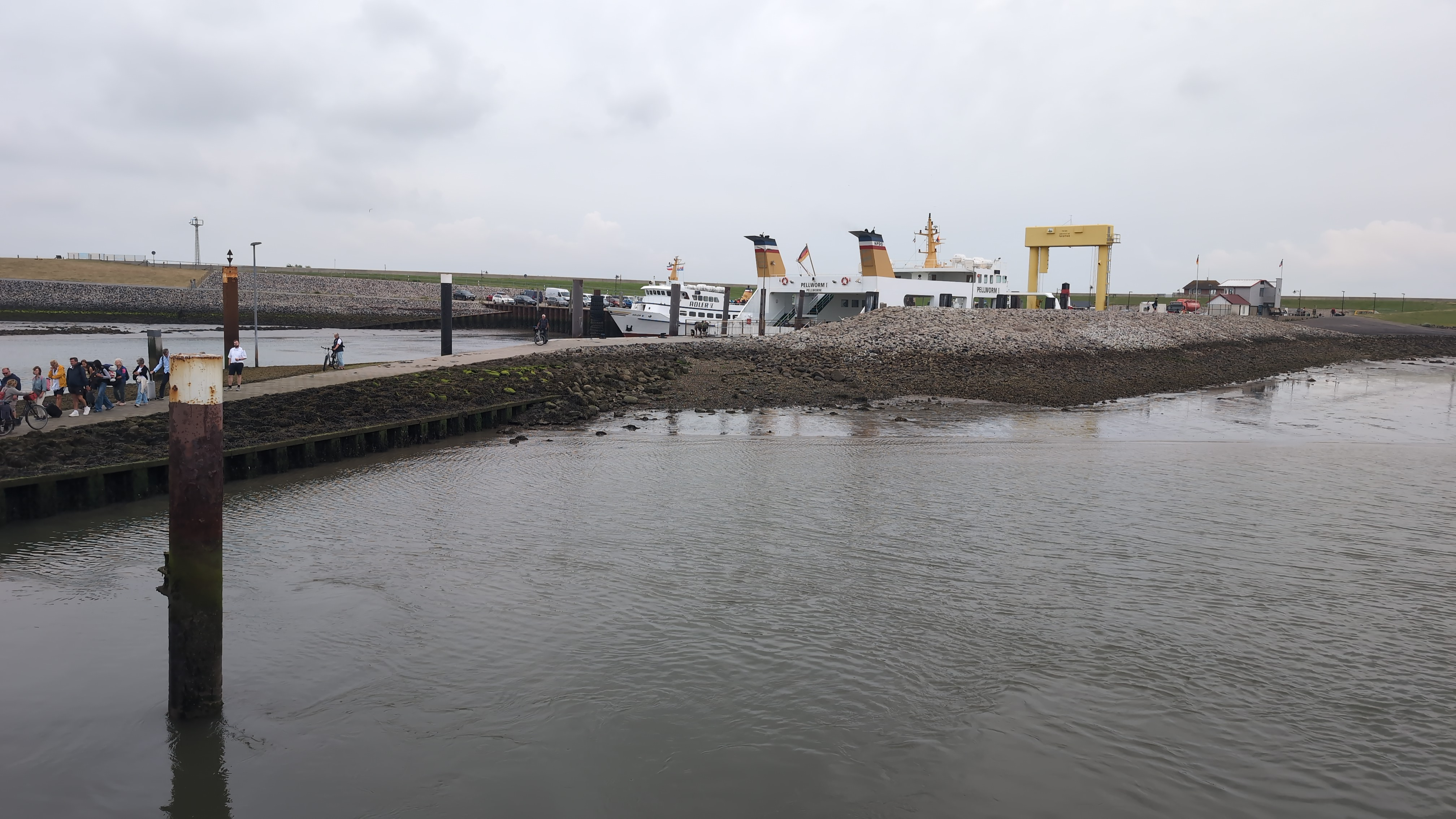
Hafen Strucklahnungshörn (Sicht von See)

Saisonabhängig verkehren Ausflugsschiffe der Reederei Adler-Schiffe in die nordfriesische Insel- und Halligwelt. Eine Schnellbootverbindung mit der Adler-Express verbindet Strucklahnungshörn mit Pellworm, Hooge, Amrum und Sylt.

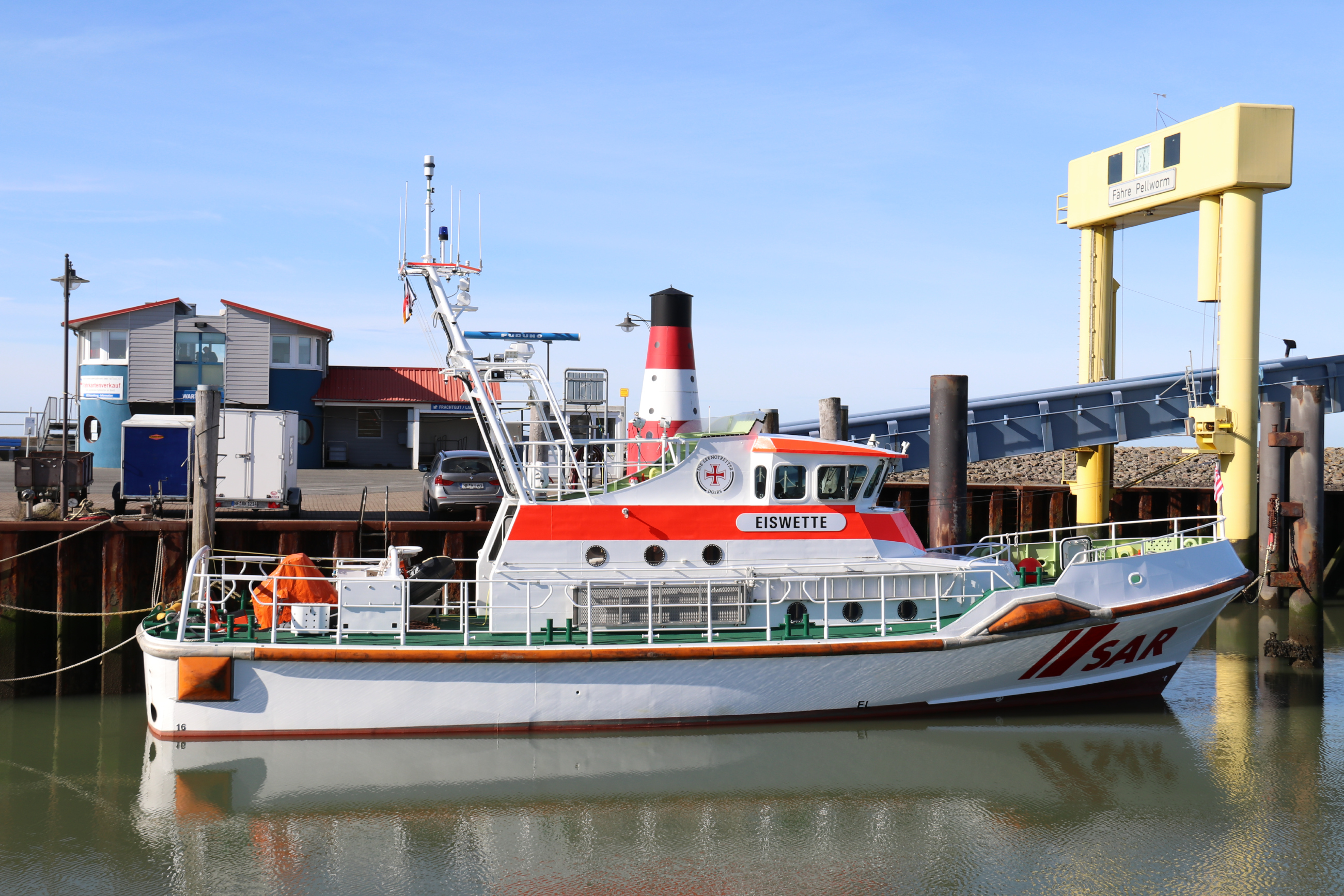
Der Seenotrettungskreuzer Eiswette im Hafen von Strucklahnungshörn

Die Deutsche Gesellschaft zur Rettung Schiffbrüchiger (DGzRS) unterhält seit 1964 die Seenotrettungsstation Nordstrand im Hafen von Strucklahnungshörn. Sie hat dort den Seenotrettungskreuzer Eiswette stationiert, der von einer fest angestellten Besatzung geführt wird.
Außerdem ist Strucklahnungshörn Heimathafen für Krabbenkutter. Die Freizeitschifffahrt spielt eine untergeordnete Rolle.

## Verkehrsanbindung
Strucklahnungshörn ist über die schleswig-holsteinische Landesstraße 30 erreichbar, die über den Nordstrander Damm führt. Des Weiteren ist der Hafen ab dem Bahnhof von Husum mit dem Bus zu erreichen, dessen Fahrplan sich an den Fährabfahrtszeiten und Ankünften orientiert.

## Träger
Der Zweckverband Anlegestelle Strucklahnungshörn unterhält den Hafen. Laut Satzung soll der Zweckverband im Rahmen der Finanzkraft seiner Mitglieder zu einem Schiffsverkehr zwischen Inseln, Halligen und dem Festland beitragen und die Anlegestelle Strucklahnungshörn zu unterhalten. Mitglieder des Zweckverbandes sind die Gemeinde Pellworm, die Gemeinde Nordstrand, die Gemeinde Elisabeth-Sophien-Koog und der Kreis Nordfriesland.